# Sân vận động Luzhniki
Sân vận động Luzhniki (tiếng Nga: Стадион «Лужники», phát âm [stədʲɪon lʊʐnʲɪkʲi]) là sân vận động quốc gia của Nga, nằm ở thủ đô của đất nước, Moskva. Tên đầy đủ của sân vận động là Grand Sports Arena của Khu liên hợp Olympic Luzhniki. Tổng số sức chứa của sân là 81.000 chỗ ngồi, làm cho sân trở thành sân vận động bóng đá lớn nhất ở Nga và là một trong những sân vận động lớn nhất ở châu Âu. Sân vận động là một phần của Khu liên hợp Olympic Luzhniki, nằm ở quận Khamovniki của Trung tâm hành chính Okrug của thành phố Moskva. Cái tên Luzhniki xuất phát từ các đồng cỏ lũ lụt uốn khúc sông Moskva, nơi sân vận động được xây dựng, dịch là "The Meadows".
Luzhniki là sân vận động chính của Thế vận hội Mùa hè 1980, tổ chức lễ khai mạc và bế mạc, cũng như một số môn thi đấu, bao gồm cả trận chung kết của môn bóng đá. Là sân vận động được UEFA xếp hạng 4, Luzhniki đã tổ chức trận chung kết Cúp UEFA năm 1999 và trận chung kết UEFA Champions League năm 2008. Sân vận động cũng đã tổ chức các sự kiện như Summer Universiade, Goodwill Games và Giải vô địch điền kinh thế giới. Nó được đặt là sân vận động chính của World Cup 2018 và đã tổ chức 7 trận đấu của giải đấu, bao gồm trận khai mạc và trận chung kết.
Trước đây sân vận động này chủ yếu được sử dụng làm sân nhà (ở những thời điểm khác nhau) của các câu lạc bộ bóng đá PFC CSKA Moscow, Torpedo Moscow và Spartak Moscow, nhưng hiện tại sân chỉ đang tạm thời được dùng làm sân nhà của câu lạc bộ bóng đá Torpedo Moskva. Ngoài ra, nó chủ yếu được sử dụng như là một trong những sân nhà của đội tuyển bóng đá quốc gia Nga. Sân vận động cũng được sử dụng theo thời gian cho các sự kiện thể thao khác nhau và cho các buổi hòa nhạc. Nó cũng được sử dụng để tổ chức trận chung kết cúp bóng đá quốc gia Nga.

## Vị trí
Sân vận động nằm ở quận Khamovniki thuộc trung tâm hành chính Okrug, tây nam trung tâm thành phố Moskva. Cái tên Luzhniki có nghĩa là "đồng cỏ ngập", một vùng đất ở khuỷu sông Moskva nơi mà sân vận động được xây dựng lên.Cần phải tìm một mảnh đất rất rộng, tốt nhất là trong một khu vực xanh gần trung tâm thành phố có thể phù hợp với bản đồ giao thông của thủ đô mà không gặp quá nhiều khó khăn.
Theo một trong những kiến trúc sư: "Vào một ngày mùa xuân đầy nắng năm 1954, chúng tôi, một nhóm kiến trúc sư và kỹ sư được giao nhiệm vụ thiết kế sân vận động Trung tâm, trèo lên một khu vực lát đá lớn trên đồi Lenin... gần đó dòng sông, khối xanh trong lành, không khí trong lành - hoàn cảnh này chỉ có một mình trong việc lựa chọn khu vực của thành phố thể thao tương lai... Ngoài ra, Luzhniki nằm tương đối gần trung tâm thành phố và thuận tiện tiếp cận với các hệ thống giao thông chính với tất cả các phần của thủ đô".

## Bề mặt sân
Đó là một trong số ít sân bóng đá lớn của châu Âu sử dụng cỏ nhân tạo, đã lắp đặt mặt sân FieldTurf được FIFA phê chuẩn vào năm 2002. Tuy nhiên, một sân cỏ tự nhiên tạm thời đã được lắp đặt cho trận chung kết UEFA Champions League 2008.
Vào tháng 8 năm 2016, một sân cỏ lai cố định đã được lắp đặt, bao gồm 95% cỏ tự nhiên được gia cố bằng nhựa.

## Lịch sử

### Bối cảnh và những năm đầu

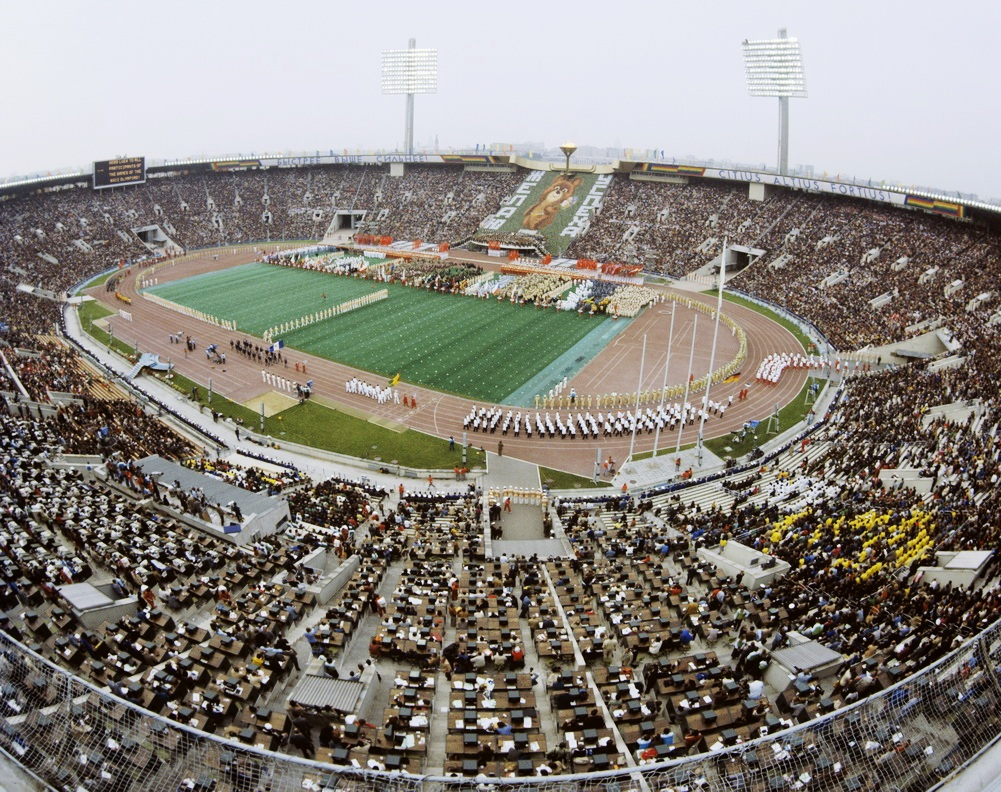
Lễ khai mạc Thế vận hội Mùa hè 1980

Ngày 23 tháng 12 năm 1954, Chính phủ Liên Xô thông qua nghị quyết về việc xây dựng một sân vận động ở khu vực Luzhniki ở Moskva. Quyết định của Chính phủ Liên Xô là một phản ứng đối với tình hình quốc tế cụ thể hiện nay: Vào đầu những năm 1950, các vận động viên Liên Xô lần đầu tiên bước lên sân khấu thế giới sau Chiến tranh Vệ quốc Vĩ đại, tham gia Thế vận hội Olympic. Thế vận hội Mùa hè 1952 tại Helsinki đã mang về cho đội Liên Xô 71 huy chương (trong đó 22 huy chương vàng) và xếp vị trí thứ hai trong bảng xếp hạng các đội không chính thức.
Đó là một thành công lớn, nhưng sự phát triển thể thao ngày càng tăng của Liên Xô, vốn là vấn đề chính sách của nhà nước, đòi hỏi phải xây dựng một khu liên hợp thể thao mới. Khu liên hợp được đề xuất đáp ứng đầy đủ các tiêu chuẩn hiện đại của quốc tế, đồng thời là cơ sở đào tạo đội tuyển Olympic và đấu trường cho các giải đấu lớn trong nước và quốc tế.
Sân vận động được xây dựng vào năm 1955–56 với tên gọi Grand Arena của Sân vận động Trung tâm Lenin. Vật liệu xây dựng được sản xuất từ Leningrad và Cộng hòa Xã hội chủ nghĩa Xô viết Armenia, điện và gỗ sồi cho băng ghế khán giả từ Cộng hòa Xã hội chủ nghĩa Xô viết Ukraina, đồ nội thất từ Riga và Kaunas, kính được mang đến từ Minsk, thiết bị điện từ Podolsk ở Oblast Moskva, và gỗ thông từ Irkutsk ở Siberia. Cần phải phá dỡ toàn bộ khu nhà đổ nát (trong đó có Nhà thờ Chúa Ba Ngôi, nơi được cho là sẽ được trùng tu). Do đất bị úng nước nhiều nên gần như toàn bộ diện tích móng của khu liên hợp phải nâng lên nửa mét. 10.000 cọc được đóng vào lòng đất và tàu cuốc đã cải tạo được khoảng 3 triệu mét khối đất.
Sân vận động chính thức mở cửa vào ngày 31 tháng 7 năm 1956, được xây dựng chỉ trong 450 ngày. Đây là sân vận động quốc gia của Liên Xô, và hiện tại là sân vận động quốc gia của Nga.

### Thế vận hội Mùa hè 1980

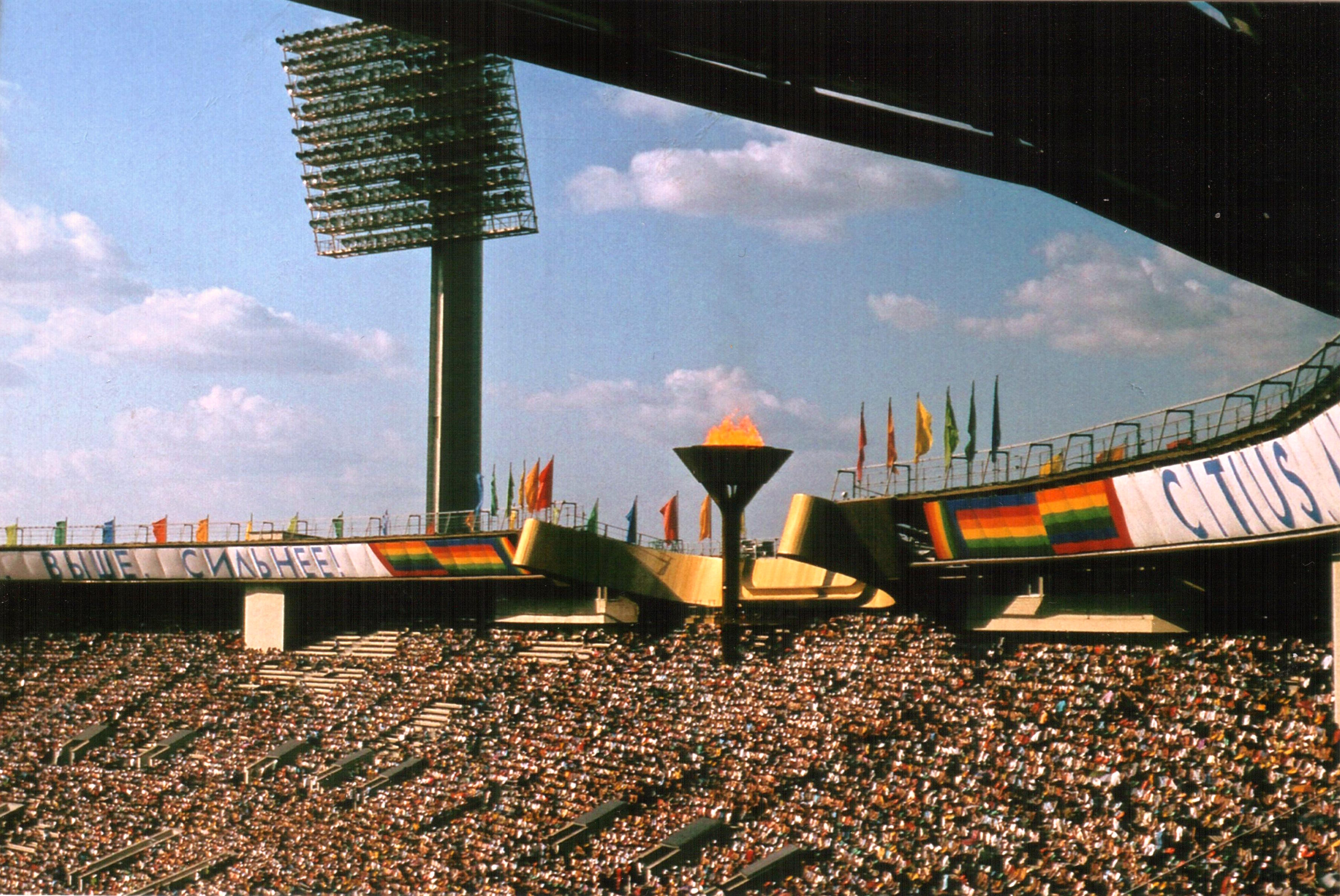
Sân vận động Luzhniki trong Thế vận hội Mùa hè 1980

Sân vận động là địa điểm chính của Thế vận hội Mùa hè 1980, sức chứa khán giả vào thời điểm đó là 103.000 người. Các sự kiện được tổ chức tại sân vận động này là lễ khai mạc và bế mạc, điền kinh, chung kết môn bóng đá, và nhảy đại prix cá nhân.

### Thảm họa Luzhniki 1982
Vào ngày 20 tháng 10 năm 1982, thảm họa đã xảy ra trong trận đấu Cúp UEFA giữa FC Spartak Moskva và HFC Haarlem. 66 người chết trong vụ giẫm đạp, khiến nó trở thành thảm họa thể thao tồi tệ nhất của Nga vào thời điểm đó.

### Những năm 1990 và 2000

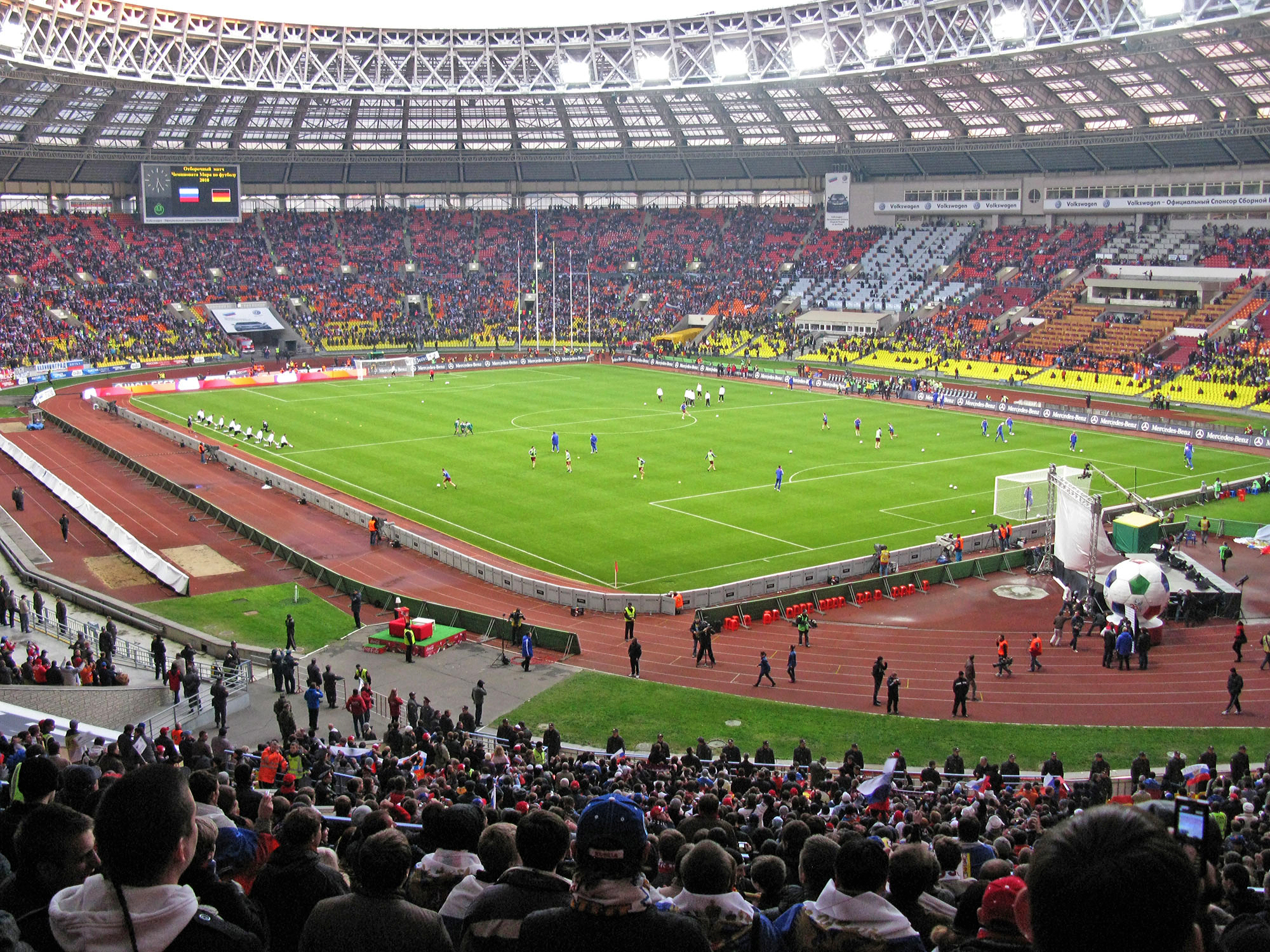
Sân vận động Luzhniki vào năm 2009

Năm 1992, sân vận động được đổi tên thành Sân vận động Luzhniki. Một cuộc cải tạo lớn vào năm 1996 chứng kiến việc xây dựng một mái che trên khán đài, và tân trang lại các khu vực chỗ ngồi, dẫn đến việc giảm sức chứa.
Sân vận động đã tổ chức trận chung kết Cúp UEFA 1999, trong đó Parma đánh bại Marseille trong trận chung kết Cúp UEFA thứ hai được thi đấu như một trận đấu duy nhất.
Sân vận động Luzhniki đã được UEFA chọn để tổ chức trận chung kết UEFA Champions League 2008. Manchester United đã thắng Chelsea trong trận chung kết Champions League toàn Anh đầu tiên vào ngày 21 tháng 5. Trận đấu diễn ra không có sự cố và một phát ngôn viên của Đại sứ quán Anh tại Moskva cho biết, "Các biện pháp an ninh và hậu cần mà chính quyền Nga đưa ra là ưu tiên hàng đầu, cũng như sự hợp tác của họ với các đối tác đến từ Vương quốc Anh."
Vào tháng 8 năm 2013, sân vận động đã tổ chức Giải vô địch điền kinh thế giới.

### Cải tạo cho Giải vô địch bóng đá thế giới

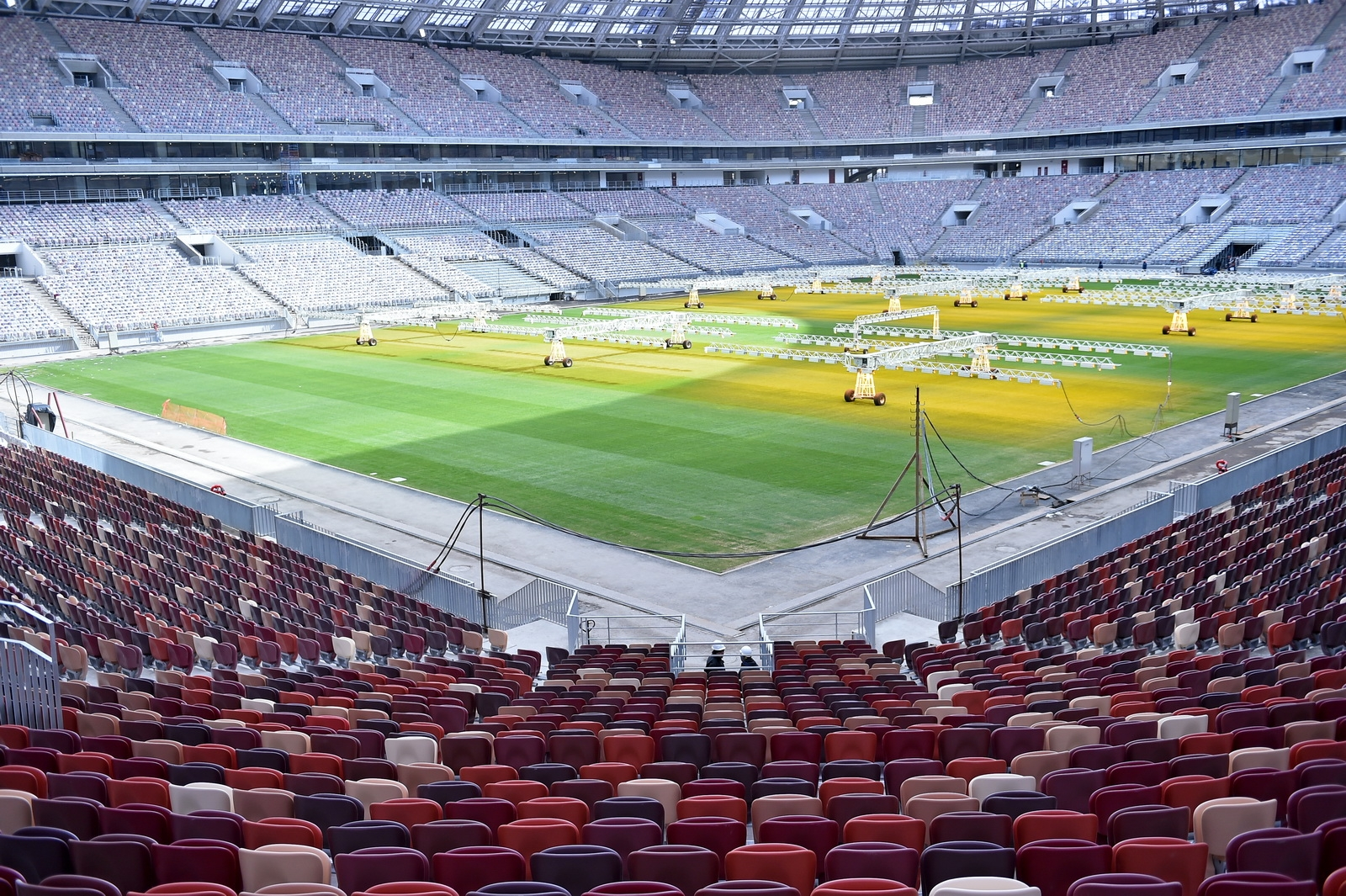
Sân vận động được cải tạo

Sân vận động ban đầu đã bị phá bỏ vào năm 2013 để nhường chỗ cho việc xây dựng một sân vận động mới. Tuy nhiên, trang bìa tự hỗ trợ vẫn được giữ lại. Bức tường mặt tiền cũng được giữ lại, do giá trị kiến trúc của nó, và sau đó được kết nối lại với công trình mới. Việc xây dựng sân vận động mới được hoàn thành vào năm 2017.
Giải vô địch bóng đá thế giới 2018 được tổ chức tại Nga với Sân vận động Luzhniki được chọn làm địa điểm cho trận khai mạc và cũng là trận chung kết, được tổ chức vào ngày 15 tháng 7 năm 2018. Sân vận động này cùng với Sân vận động Olimpico của Roma, Sân vận động Wembley cũ của Luân Đôn, Sân vận động Olympic của Berlin và Sân vận động Olympic của München là sân vận động duy nhất đã tổ chức các trận chung kết của Giải vô địch bóng đá thế giới và Cúp C1 châu Âu/Champions League của UEFA và là sân vận động chính của Thế vận hội Mùa hè. Stade de France của Saint-Denis dự kiến trở thành một sân vận động khác vào năm 2024.
Sức chứa của sân vận động đã tăng từ 78.000 lên 81.000 chỗ ngồi, một phần nguyên nhân là do việc loại bỏ đường chạy điền kinh xung quanh sân.

## Các sự kiện thể thao lớn

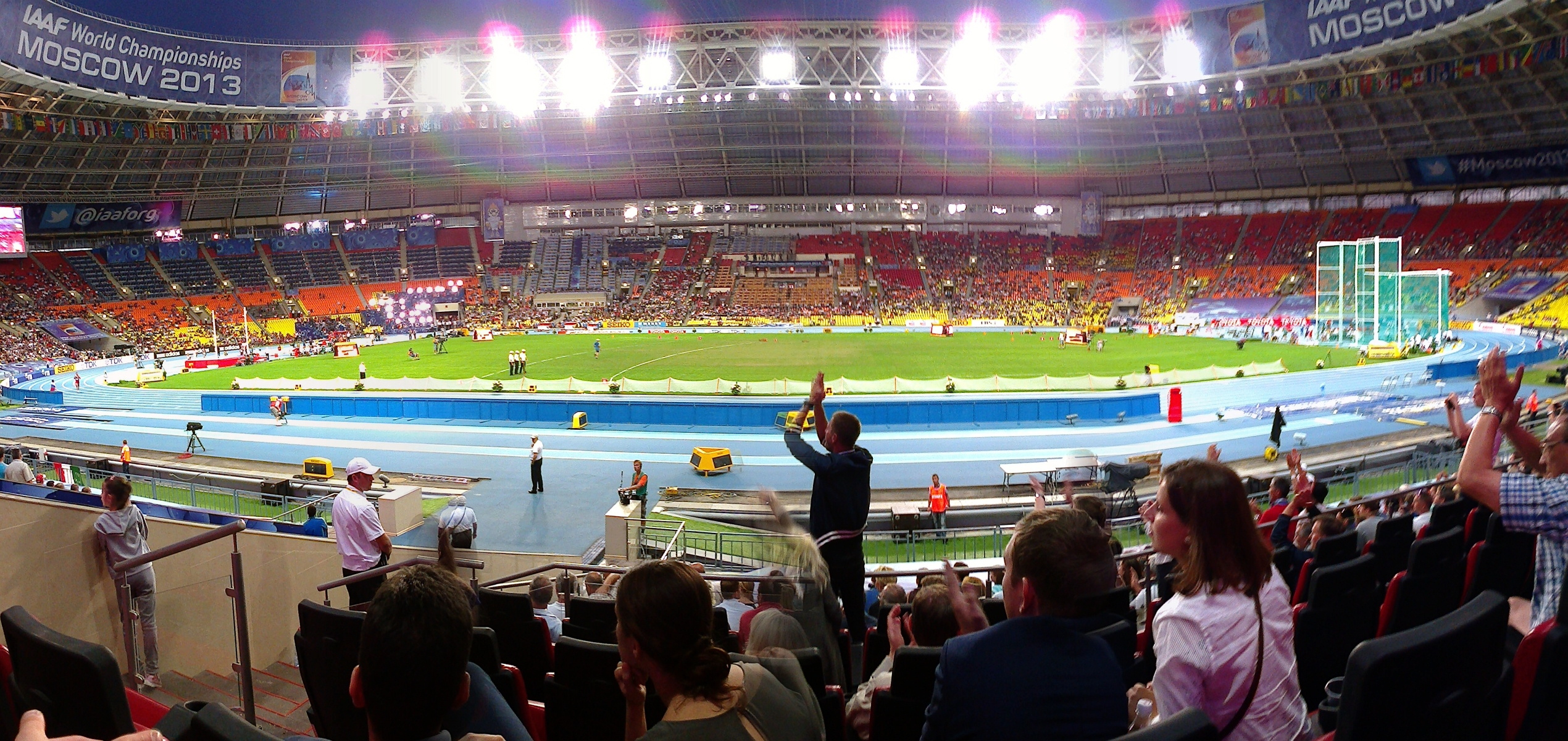
Sân vận động Luzhniki trong Giải vô địch điền kinh thế giới 2013

- 1956 – Spartakiad Mùa hè của Liên Xô.
- 1957 – Giải vô địch khúc côn cầu trên băng thế giới.
- 1957 – Ngày hội Thanh niên, Sinh viên Thế giới lần thứ 6.
- 1959 – Spartakiad lần thứ 2 của Liên Xô.
- 1960 – Giải vô địch đường băng tốc độ cá nhân thế giới.
- 1961 – Giải vô địch Pentathlon hiện đại thế giới.
- 1962 – Giải vô địch trượt băng tốc độ thế giới.
- 1963 – Spartakiad lần thứ 3 của Liên Xô.
- 1967 – Spartakiad lần thứ 4 của Liên Xô.
- 1971 – Spartakiad lần thứ 5 của Liên Xô.
- 1973 – Đại hội Thể thao Sinh viên Thế giới.
- 1974 – Giải vô địch Pentathlon hiện đại thế giới.
- 1975 – Spartakiad lần thứ 6 của Liên Xô.
- 1979 – Spartakiad lần thứ 7 của Liên Xô.
- 1980 – Thế vận hội Mùa hè, bao gồm lễ khai mạc và bế mạc.
- 1984 – Giải vô địch đường băng tốc độ cá nhân thế giới.
- 1984 – Đại hội Thể thao Hữu nghị, bao gồm lễ khai mạc và bế mạc.
- 1985 – Ngày hội Thanh niên, Sinh viên Thế giới lần thứ 12.
- 1986 – Đại hội Thể thao Thiện chí, bao gồm lễ khai mạc.
- 1997 – Đội tuyển Nga vs. FIFA để vinh danh kỷ niệm 850 năm thành lập Moskva, kỷ niệm 100 năm bóng đá Nga và khai trương sau khi xây dựng lại sân vận động Luzhniki.
- 1998 – Thế vận hội Trẻ lần thứ 1, bao gồm lễ khai mạc.
- 1999 – Chung kết Cúp UEFA: Olympique de Marseille (Pháp) vs. Parma (Ý).
- 2008 – Chung kết UEFA Champions League: Chelsea (Anh) vs. Manchester United (Anh)
- 2013 – Giải vô địch rugby sevens thế giới.
- 2013 – Giải vô địch điền kinh thế giới.
- 2018 – Giải vô địch bóng đá thế giới, bao gồm trận chung kết.

## Buổi hòa nhạc và các sự kiện khác

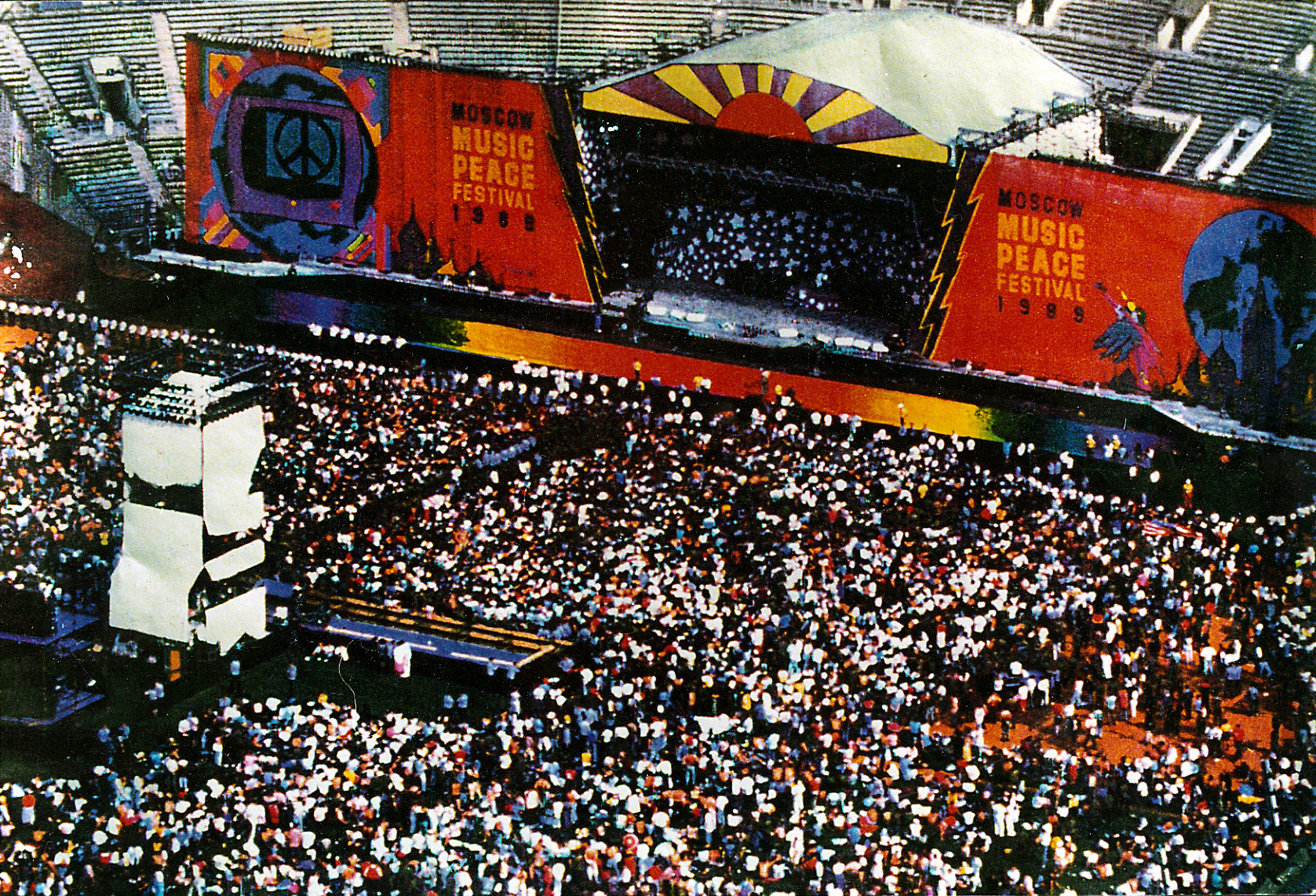
Lễ hội âm nhạc hòa bình Moskva

- Tháng 5 năm 1983 – Lễ hội kéo dài ba ngày Rock for Peace.
- 1987 – Liên hoan hữu nghị Xô-Ấn.
- 12–13 tháng 8 năm 1989 – Lễ hội âm nhạc hòa bình Moskva được tổ chức tại sân vận động. Các ban nhạc như Bon Jovi, Scorpions, Ozzy Osbourne, Skid Row, Mötley Crüe, Cinderella, Gorky Park đã tham gia sự kiện này.
- 24 tháng 6 năm 1990 – Nằm trong khuôn khổ lễ hội của tờ báo Moskovsky Komsomolets, buổi hòa nhạc cuối cùng của Viktor Tsoi và ban nhạc Kino đã diễn ra.
- 29 tháng 6 năm 1991 – Là một phần của kỳ nghỉ, tờ báo Moskovsky Komsomolets Oleg Gazmanov đã tham gia buổi hòa nhạc. Đó là lần cuối cùng ngọn lửa Olympic được thắp sáng tại sân vận động.
- 20 tháng 6 năm 1992 – Một buổi hòa nhạc đã diễn ra để tưởng nhớ Viktor Tsoi. DDT, Alisa, Nautilus Pompilius, Joanna Stingray, Brigada S, Chaif, Kalinov Most và những người khác đã tham gia sự kiện này.
- 15 tháng 9 năm 1993 – Một buổi hòa nhạc của Michael Jackson đã diễn ra như một phần của chuyến lưu diễn Dangerous World Tour; đây là buổi biểu diễn đầu tiên của Jackson ở Nga.
- 1997 – Buổi biểu diễn, dành riêng cho lễ kỷ niệm 850 năm thành lập Moskva.
- 11 tháng 8 năm 1998 – The Rolling Stones lần đầu tiên biểu diễn tại sân vận động ở Nga.
- 28 tháng 2 năm 2003 – Ban nhạc Agata Kristi đã tổ chức một buổi hòa nhạc để kỷ niệm 15 năm thành lập.
- 12 tháng 9 năm 2006 – Madonna đến Nga và biểu diễn tại sân vận động lần đầu tiên, trong khuôn khổ chuyến lưu diễn thế giới Confessions Tour của cô.
- 18 tháng 7 năm 2007 – Metallica đã biểu diễn một buổi hòa nhạc tại sân vận động lần đầu tiên, 16 năm sau lần đầu tiên đến Nga, trong khuôn khổ chuyến lưu diễn Sick of the Studio '07.
- 26 tháng 7 năm 2008 – Ngày lễ "MosKomSport - 85 năm" đã được tổ chức. Trong đó, một buổi hòa nhạc đã diễn ra, trong đó các ban nhạc U-Piter, Chaif, Crematory và những người khác tham gia.
- 9 tháng 5 năm 2010 – Một buổi hòa nhạc tại lễ kỷ niệm 65 năm chiến thắng trong Chiến tranh Vệ quốc Vĩ đại đã diễn ra.
- 25 tháng 8 năm 2010 – Một buổi hòa nhạc của U2 đã diễn ra như một phần của U2 360° Tour.[13]
- 22 tháng 7 năm 2012 – Red Hot Chili Peppers với sự hỗ trợ của Gogol Bordello đã tổ chức một buổi hòa nhạc trên sân khấu của khu liên hợp.[14]
- 2011–2013 – Một cuộc thi âm nhạc Faktor A đã được tổ chức trong khu liên hợp.
- 31 tháng 5 năm 2014 – Một buổi hòa nhạc của ban nhạc Mashina Vremeni dành riêng cho lễ kỷ niệm 45 năm thành lập đã được tổ chức ở phía trước sân vận động, nơi đã đóng cửa để tu sửa.
- 29 tháng 8 năm 2018 – Imagine Dragons biểu diễn tại sân vận động như một phần của Evolve World Tour.[15]
- 29 tháng 7 năm 2019 – Rammstein đã biểu diễn trong nửa châu Âu của chuyến lưu diễn Rammstein Stadium Tour.[16]

## Sự kiện đáng chú ý

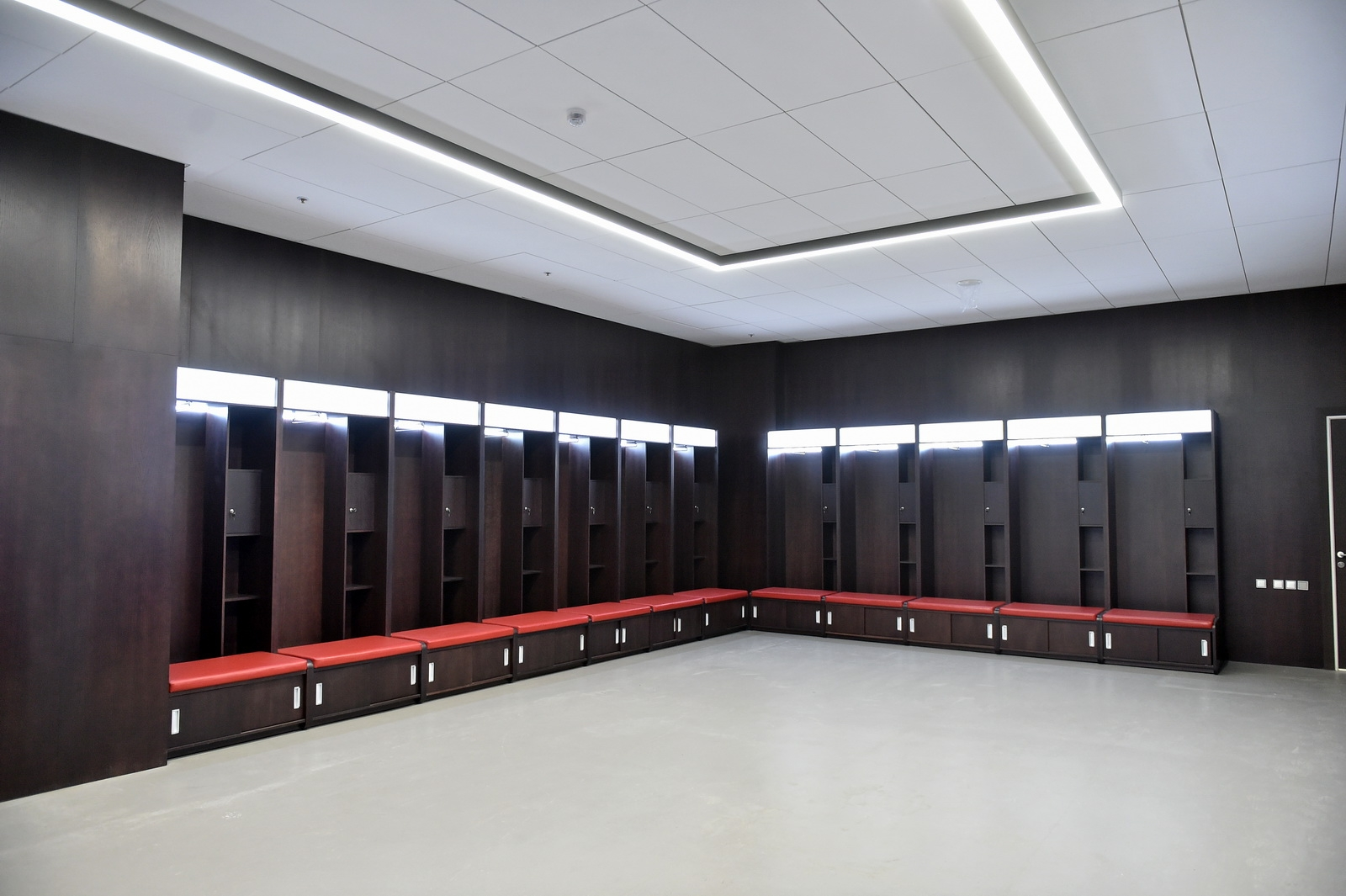
Phòng thay đồ

Khi sân vận động Luzhniki tổ chức trận đấu chung kết của Giải vô địch khúc côn cầu trên băng thế giới 1957 giữa Thụy Điển và Liên Xô, sân vận động này đã có 55.000 khán giả dự khán và lập kỷ lục thế giới mới vào thời điểm đó.
Ngày 23 tháng 5 năm 1963, Fidel Castro đã có một bài phát biểu lịch sử tại Sân vận động Luzhniki trong chuyến thăm 38 ngày kỷ lục của mình tới Liên Xô.
New Japan Pro Wrestling, chương trình quảng bá đấu vật chuyên nghiệp của Nhật Bản, đã tổ chức một buổi biểu diễn vào năm 1989. Sân vận động Luzhniki cũng xuất hiện trong bộ phim kinh dị siêu nhiên Night Watch (tiếng Nga: Ночной дозор, Nochnoy Dozor) của Nga, trong cảnh ngắt điện khi trạm điện rơi vào tình trạng quá tải. Sân vận động được xem với một trận đấu đang diễn ra, và sau đó đèn tắt.
Ngày 21 tháng 5 năm 2008, Manchester United đánh bại Chelsea trong trận chung kết UEFA Champions League 2007-08 trên loạt sút luân lưu sau khi hòa 1-1 trong 120 phút để có lần thứ 3 trong lịch sử lên đỉnh châu Âu cấp câu lạc bộ. Đây là lần thứ 3 United góp mặt trong trận chung kết và là lần đầu tiên của Chelsea.
Ngày 15 tháng 7 năm 2018, Pháp vượt qua Croatia với tỉ số 4-2 trong trận chung kết FIFA World Cup 2018 để có lần thứ 2 trong lịch sử lên đỉnh thế giới. Đây là lần thứ 3 Pháp góp mặt trong trận chung kết và là lần đầu tiên của Croatia.

## Giải vô địch bóng đá thế giới 2018
Sân vận động Luzhniki đã tổ chức bảy trận đấu của World Cup 2018, bao gồm cả trận khai mạc và trận chung kết.
| Ngày                | Thời gian         | Đội #1      | Kết quả   | Đội #2      | Vòng        | Khán giả |
| ------------------- | ----------------- | ----------- | --------- | ----------- | ----------- | -------- |
| 14 tháng 6 năm 2018 | 18:00 MSK (UTC+3) | Nga         | 5–0       | Ả Rập Xê Út | Bảng A      | 78.011   |
| 17 tháng 6 năm 2018 | 18:00 MSK (UTC+3) | Đức         | 0–1       | México      | Bảng F      | 78.011   |
| 20 tháng 6 năm 2018 | 15:00 MSK (UTC+3) | Bồ Đào Nha  | 1–0       | Maroc       | Bảng B      | 78.011   |
| 26 tháng 6 năm 2018 | 17:00 MSK (UTC+3) | Đan Mạch    | 0–0       | Pháp        | Bảng C      | 78.011   |
| 1 tháng 7 năm 2018  | 17:00 MSK (UTC+3) | Tây Ban Nha | 1–1 (3–4) | Nga         | Vòng 16 đội | 78.011   |
| 11 tháng 7 năm 2018 | 21:00 MSK (UTC+3) | Croatia     | 2–1       | Anh         | Bán kết     | 78.011   |
| 15 tháng 7 năm 2018 | 18:00 MSK (UTC+3) | Pháp        | 4–2       | Croatia     | Chung kết   | 78.011   |

### Biện pháp an ninh

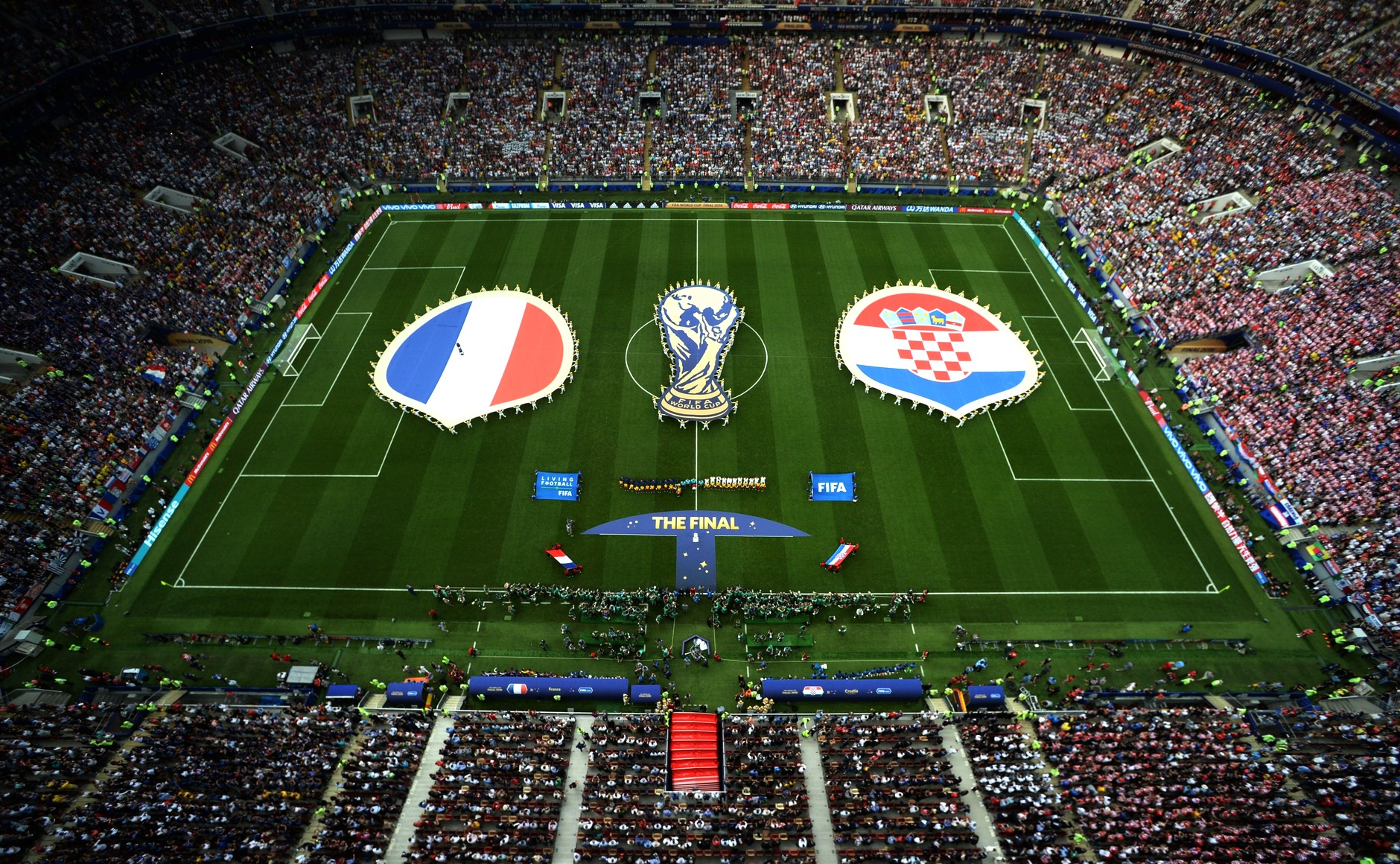
Sân vận động trước thềm trận chung kết World Cup 2018

Trong World Cup, Luzhniki có sáu trạm kiểm soát truy cập với 39 đường kiểm tra và bảy điểm kiểm soát truy cập với 427 lối vào cho người hâm mộ đi bộ. Các căn cứ được phục vụ bởi 3.000 camera giám sát và khoảng 900 máy quét, màn hình và máy dò.

### Dịch vụ cho người hâm mộ
Các sân vận động bao gồm các khu vực quan sát đặc biệt cho người khuyết tật, nơi cung cấp không gian cho xe lăn và người đi cùng. Ngoài ra, sau khi tái thiết, sân vận động được trang bị những chiếc ghế cực rộng đặc biệt dành cho khán giả có kích thước cộng. Các dịch vụ bổ sung dành cho khán giả có sẵn tại sân vận động: hỗ trợ điều hướng từ các tình nguyện viên, phòng lưu trữ, đăng ký trẻ em, văn phòng bị mất và tìm thấy, và bình luận mô tả âm thanh cho người hâm mộ khiếm thị hoặc khiếm thị.